# Верія (футбольний клуб)
Верія (грец. Βέροια) — професійний грецький футбольний клуб з міста Верія, Центральна Македонія. Заснований 1960 року. Домашній стадіон — Муніципальний. Основні клубні кольори — червоний та синій.

## Досягнення
У дужках вказане місце, яке посіла команда у національній лізі.
- Бета Етнікі: 1966 (3), 1970 (3), 1977 (3).
- Гамма Етнікі: 2005 (2), 2010 (1).
- Чемпіон Греції серед аматорів: 2003.
- Володар Кубка Греції серед аматорів: 2003.

## Відомі гравці
Греція
- Міміс Папаіоанну
- Бабіс Акрівопулос
- Такіс Карагіозопулос
- Христос Іфантідіс
- Панайотіс Цалухідіс
- Іаковос Хадзіатанасіу
- Александрос Александріс
- Тасос Мітропулос
- Мінас Хідзідіс
- Нікос Кізерідіс
- Йоргос Насіопулос

Інші країни
- Олег Протасов
- Штефан Стоїча
- Хуан Карлос Базалар
- Горан Стевановіч